# Honolulu megye
Honolulu megye az Amerikai Egyesült Államokban, azon belül Hawaii államban található. Megyeszékhelye Honolulu, mely a legnagyobb városa is. Lakosainak száma 1 016 508 fő (2020). Honolulu megye Kauai és Maui megyékkel határos.

## Népesség
A megye népességének változása:
| Lakosok száma | 956 166 | 965 629 | 974 990 | 983 429 | 998 714 | 1 016 508 |
|               | 2010    | 2011    | 2012    | 2013    | 2015    | 2020      |